# Newgrange
Newgrange es uno de los pasajes funerarios del complejo Brú na Bóinne en el condado de Meath y el yacimiento arqueológico más famoso de Irlanda.

## Historia
Fue construido aproximadamente entre 3300-2900 a. C., de acuerdo con la datación por radiocarbono, esto lo hace 500 años más antiguo que la Gran Pirámide de Guiza de Egipto, y 1000 más que Stonehenge  en Reino Unido (aunque las primeras etapas de Stonehenge son aproximadamente de la misma época que Newgrange). Permaneció perdido durante más de 4000 años debido a una disminución del montículo hasta que en siglo XVII fue descubierto por gente que buscaba piedras para la construcción, que lo describieron como una cueva.
Newgrange fue excavado y restaurado en su mayoría entre 1962 y 1975 bajo la supervisión del profesor Michael J. O'Kelly, del Departamento de Arqueología de la Universidad Colegio Cork. Consiste en un enorme montículo hecho de piedra tallada por el hombre y turba en el interior de un círculo de 97 grandes guardacantones coronado por un muro inclinado hacia adentro de cuarzo blanco y granito. La mayoría de las piedras proceden de las inmediaciones de la construcción, aunque las piedras de granito y cuarzo de la fachada fueron transportadas desde lugares más lejanos, seguramente desde Wicklow y la bahía de Dundalk, respectivamente.
Por el interior del montículo transcurre un pasaje de 18 metros que se adentra hasta un tercio del diámetro y lleva a una cámara cruciforme. La cámara funeraria tiene un techo en voladizo que se eleva abruptamente hasta una altura de unos 6 metros. El tejado ha permanecido casi intacto durante más de 5000 años.
Parece que Newgrange se usó como una tumba. Los huecos en la cámara cruciforme aguantan grandes cuencas de piedra dentro de las cuales estaban situados los restos incinerados de aquellos colocados para descansar. Durante la excavación, solo se encontraron los restos de cinco individuos.
Newgrange está orientado astronómicamente: cada año, en la mañana del solsticio de invierno, la luz del sol penetra en el pasaje e ilumina el suelo de la cámara durante 17 minutos. Algunos han especulado por ello que el Sol habría tenido una gran importancia en las creencias religiosas del pueblo que lo construyó, y otros han tomado el hallazgo como referencia para estudios arqueoastronómicos en otros monumentos similares (aunque la alineación de Newgrange es la única fehacientemente demostrada y podría ser fruto de la casualidad).
Antiguamente el montículo estaba rodeado por un anillo exterior de inmensas piedras derechas, de las cuales hay doce de unas treinta y siete posibles que permanecen. Sin embargo, parece que el círculo de piedra que rodeaba Newgrange no es contemporáneo con el monumento en sí, sino que fue situado allí unos 1000 años después en la Edad del Bronce.

## Galería

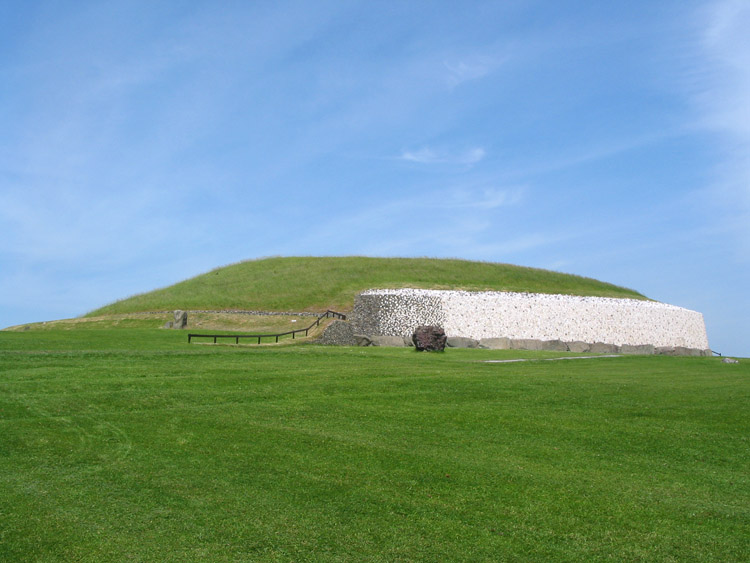
Vista de Newgrange.
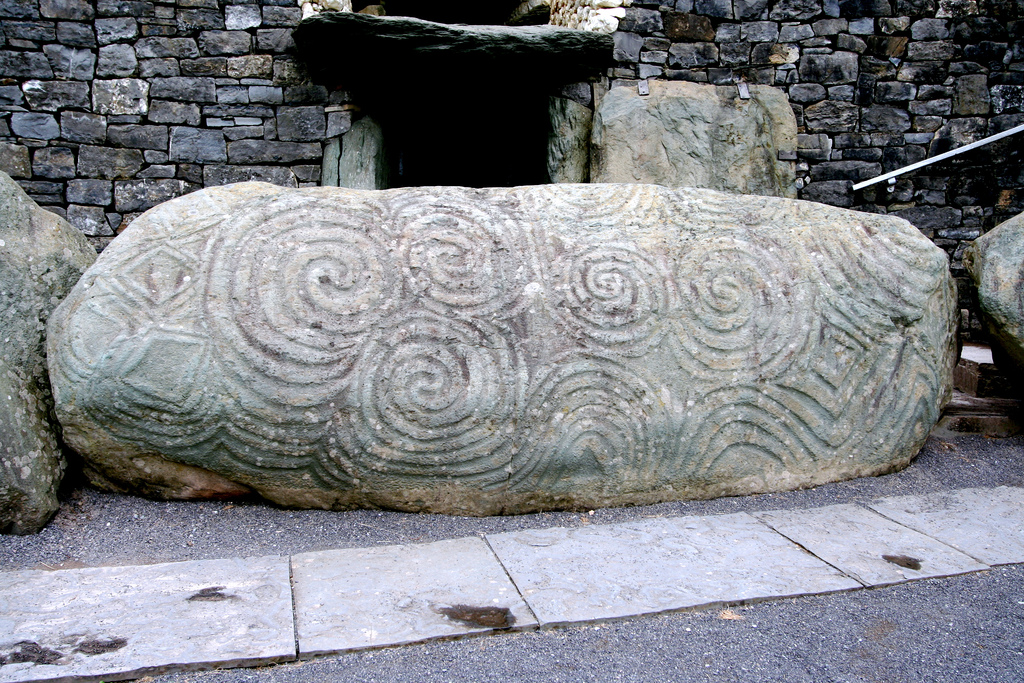
Piedra de la entrada con arte megalítico.
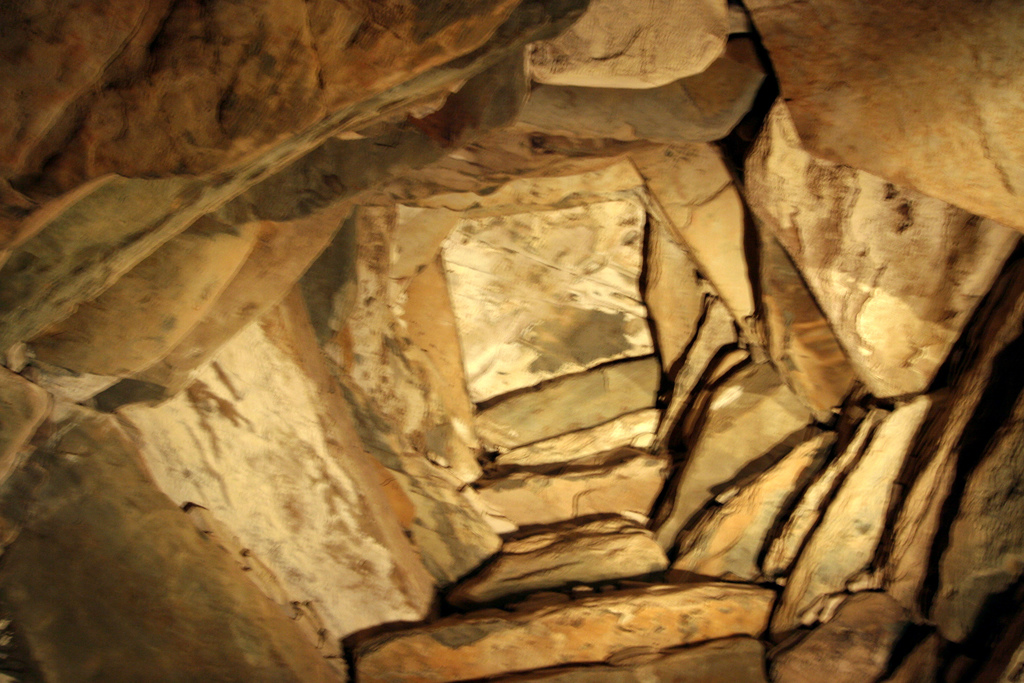
Detalle de la bóveda de la sala interior del túmulo de Newgrange.